# Veronika Malá
Veronika Malá (* 6. května 1994 Písek) je česká házenkářka.

## Život
S házenou začínala ve svém rodném městě. V jeho barvách v roce 2012 získala bronzové medaile v české části interligy, což byl do té doby největší úspěch celého klubu. Poté nastupovala za pražskou Slavii. Ročník 2016/2017 strávila v německém Oldenburgu, odkud po jeho konci zamířila do francouzského celku Issy Paris Hand. V roce 2021 změnila působiště a z Francie přestoupila do německého Bietigheimu, aby si mohla zahrát Ligu mistrů v ženské házené.
Malá pravidelně patřila do kádrů mládežnických reprezentačních výběrů České republiky a poté rovněž do reprezentace žen. Účastnila se mistrovství Evropy v roce 2016.